# فشند
پشند یا فشند نام روستایی است در ۷۵ کیلومتری غرب تهران که در شمال هشتگرد واقع شده‌است. این روستا از نظر حوضهٔ آبریز کوهستانی و دشتهای آبرفتیِ به مساحت ۹۶۰۰ هکتار از بزرگ‌ترین روستاهای ایران است. سیب زمینی که در زمان سر جان ملکم وارد ایران شده بود نخستین بار در ایران در این روستا کشت شده‌است که به دلیل کیفیت، سیب زمینی پشندی زبانزد شده‌است. قوچ فشندی و زغال‌سنگ از دیگر دلایل شهرت این روستا هستند. همچنین فشند از نخستین روستاهای ایران بوده‌است که مدرسه به سبک نوین در آن دایر شده‌است.

## جغرافیا
روستای پشند در دامنهٔ رشته کوه البرز قرار دارد، که منطقهٔ طالقان در شمال این کوه‌ها و در حد فاصل روستا تا جلگهٔ مازندران قرار دارد. پشند از سمت غرب با روستای خور و روستای سپیدارک از سمت شرق با روستای آردهه، کوشک زر و سیفستان و از جنوب با ینگی امام و مهستان(ساوجبلاغ) همسایه‌است. پشند ۲۰۰۰ نفر جمعیت و مساحتی بالغ بر ۹۲۰۰ هکتار دارد.
این روستا به سه ناحیه اصلی تکی، پایین محله (جیر ماله) و بالا محله (جواَر مَاله) تقسیم شده‌است که هر محله شامل مناطق کوچکتر زیادی می‌شود. شامل:تکی، چراخ ماله، راستِ کوچه، انگرماله، هُشتِ کُلَه، کری سر و ملک او دار، خر تیزان و پشت باغ.

## اقتصاد
اقتصاد مردم روستا بر پایه دو پیشه عمده دامداری و کشاورزی است. دامداری بیشتر توسط گروهی از مردم جوار ماله موسوم به اَلِکایی (aleka:yi) صورت می‌گیرد. اقتصاد کشاورزی نیز در دستان گروهی از پشندیان موسوم به خرده مالکان (دهقان‌ها) است که صاحب زمین‌های روستا هستند و باقی مردم برای این دو دسته کار می‌کنند. محصول اصلی باغی روستا، آلبالو، گیلاس و محصولات زراعی مانند گندم و جو است. میزان مالکیت دهقان‌ها از نیم هکتار تا چند ده هکتار متغیر است. کل مالکیت روستای فشند به ۹۶۰۰ سهم تقسیم می‌گردد که هر ۱۰۰ سهم مالکیت را، عامه مردم یک گاب (گاو) می‌گویند. یکی از افتخارات پشند آن است که هرگز ارباب نداشته‌است و مردم عادی زمین‌دار بوده‌اند. در اصطلاح محلی می‌گویند پشند «زر خرید» است. به معنی آن که مردم عادی با پرداخت وجه می‌توانستند زمین‌ها را بخرند.

## زبان تاتی
زبان مردم دهکده تاتی است. این زبان در سراسر کوهستان البرز از طارم و شهرستان رودبار تا شاهرود رواج دارد. اگرچه همه مردم دهکده به زبان تاتی گپ می‌زنند، اما، در بین خود مردم پشند تفاوت‌هایی در واژه‌ها و لهجه در محله‌های مختلف دیده می‌شود. شاید بتوان گفت مردم جواَر مَاله عموماً به دلیل ارتباط کمتر با شهرنشین‌ها از اصالت بیشتری در گفتار برخوردارند. نمونه‌هایی از واژگان و برخی ساخت‌های دستوری در زیر آمده‌است:
دیم: صورت، dim
کُرگ: مرغ خانگی، korg
گِو: گاو gew
شِو: شب shew
غُلاچ: کلاغ qolo:č
کشکوروت: زاغ keškurut
تیغ جوجو: جوجه تیغی
گُرُاج: تخته سنگ بزرگ یک تکه، goro:ǰ
زُامُا: داماد، zo:mo
بُتَّاشی: تراشید، botta:ši
مُن بوگوتی‌یُم: من گفته‌ام
مُن می‌گوم: من می‌گویم
اونَن می‌شون: آن‌ها می‌روند
دِرَنگِستُم: انداختم
جوفی میُان اِو درنگستُم: آب را به جوی هدایت کرده‌ام
بَادی: کاسه گود: ba:di
باوسی: پاره شد beousi
جیر شو: برو پایین -جوارju ar بالا -
جبر نکوی:پایین نیافتی jir nakevi
دار:درخت
سیف: سیب
شِلانُک: زردآلو
جِوز:گردو
اُرُسی: کفش
بَم برون: پاروی برف روبی
چوچگ: گنجشک
پواجار: کفش

## دین و اماکن مذهبی
دین بیشتر مردم بومی پشند اسلام با گرایش شیعه دوازده امامی است. اما ارامنه نیز در این روستا سکونت دارند، بعد از انقلاب ۵۷ تعداد ارامنه رفته رفته کم شده و به بیشتر آنها به آمریکا مهاجرت کرده‌اند، اما هنوز در این روستا ساکن هستند، رد پای آیین‌های کهن (به ویژه زرتشتی) در فرهنگ و ادبیات بومی و یافته‌های تاریخی مشاهده می‌شود.

### امامزادگان فشند
منطقه فشند محل دفن سه تن از امامزادگان نیز می‌باشد که بر اساس اطلاعات محلی غیر موثق، از نوادگان امام هفتم (موسی کاظم) هستند. نام‌های این سه امامزاده عبارت‌اند از: مطهر، مظفر و طاهر. لازم است ذکر شود که بر اساس تحقیقات صورت گرفته از اهالی قدیم محل و استعلام از نهاد عتبات عالیات شهرستان ساوجبلاغ، امامزادگان فوق فاقد شجره نامه و اطلاعات موثق در خصوص اصل و نسب می‌باشند، از جمله اینکه در یک مورد، بنای امامزاده فاقد قبر می‌باشد و ظن این می‌رود که با توجه به ویژگی‌های محل در اصل مقبره نبوده و مکانی مذهبی بوده باشد. قدمت بنای یکی دیگر از امامزادگان با توجه به تاریخ کنده کاری شده روی یک قطعه چوب در موقعیت محل بنا که تنها مدرک موجود است، به سال ۱۱۶۵ ه‍.ق می‌رسد؛ و مورد سوم نیز بنایی نسبتاً قدیمی دارد که بر اساس موارد موجود ظاهراً آب انباری قدیمی بوده‌است و به مکانی مذهبی بدل گردیده.

### مکان مقدس خاتون قیامت
از دیگر اماکن مذهبی، آرامگاه رازآمیز خاتون قیامت است که قدمت و علت تقدس آن روشن نیست. طبق باور مردم بومی تنها زنان مجاز به زیارت این آرامگاه هستند و مردان در صورت ورود به آن کور یا عقیم می‌شوند. احتمال زیاد از نظر مفهوم قداست و قید مکانی، با برخی از اماکن مقدس و مذهبی مشابه، مانند کوه بیبی سکینه در موقعیت مکانی شهر ری و کوه خاتون قیامت شهر شیراز، در ارتباط است.

## تاریخ و فرهنگ
سابقه سکونت در این روستا به دوران بسیار کهن برمی‌گردد؛ و همه مردم مردم روستا متفق‌القول بر این باورند که پشند بسیار کهن‌سال است. از نظر زبانی مردم پشند به زبان تاتی صحبت می‌کنند.

## وِیژگیهای فشند
دراینجا به برخی محصولات و ویژگیهای فشند که در مراجع ذکر شده‌است اشاره می‌شود.
- سیب زمینی: بی گمان نام سیب زمینی پشندی به گوش همه ایرانیان رسیده‌است، در رابطه با سیب زمینی اشاره شده‌است که این محصول بومی آمریکای جنوبی بوده و به خصوص در پرو از ۲۰۰۰ سال پیش کشت می‌شده‌است. در سالیان بعد این محصول به اروپا راه یافت. در ایران، حدود ۲۰۰ سال پیش و در زمان فتحعلی شاه قاجار سرجان ملکم سفیر دولت انگلستان در ایران مقداری بذر سیب زمینی به دربار پادشاه قاجار هدیه کرد. این سیب زمینی‌ها ابتدا در روستای پشند در اطراف تهران کاشته شد و سپس به فربدن اصفهان و به تدریج به سایر نقاط کشور برده و کاشته شد.[۹] در ابتدا به در ایران به سیب زمینی «آلوی مَلکَم» می‌گفتند.[۱۰] گفته می‌شود که سیب زمینی پشندی که به طعم خوب و مغز زرد مشهور بود و خاصیت انبارداری بالایی داشت به دلیل کم‌محصول بودن به مرور از چرخه تولید خارج شد.[۱۱] ولی هنوز چندان مشخص نیست که کاشت این محصول از چه زمانی در خود روستای فشند متوقف شده‌است.
- قوچ: قوچ و گوسفند فشندی از بهترین نژادها می‌باشد و هر چهار سال یک بار جشنوارهٔ قوچ فشندی در شهرستان ساوجبلاغ برگزار می‌شود[۱۲][۱۳]

رئیس سازمان جهاد کشاورزی استان البرز نژاد فشندی را بهترین نژاد گوسفند ذکر کرد و اظهار داشت: ۸۰ درصد گوسفندهای شهرستان ساوجبلاغ از نوع فشندی هستند و شهرستان ساوجبلاغ از نظر پرورش این نوع گوسفند به لحاظ موقعیت جغرافیایی شرایط بسیار مطلوبی دارد. به گفته کارشناسان گوشت، گوسفند فشندی به لحاظ کیفیت و کمیت بهترین نوع گوشت گوسفند است، همچنین گوسفند فشندی دوقلو زا و پرورش آن بسیار کم هزینه‌است و شهرستان ساوجبلاغ با دارا بودن بیش از ۸۰ هزار رأس از این نوع دام در کشور اول است. گوسفند فشندی بین ۸۰ تا ۱۲۵ کیلوگرم وزن دارد و به لحاظ جثه درشت مستعد چرا در مناطق کوهستانی است.
جشنواره قوچ فشندی هر چهار سال یکبار در شهرستان۲۳۰ هزار نفری ساوجبلاغ در ۷۵ کیلومتری غرب استان البرز برگزار می‌شود و برترین دارنده قوچ فشندی طی چند سال متوالی حاج خدایار ارمندئی می‌باشد.
- معدن زغال‌سنگ: به گفته جمالزاده، معادن زغال‌سنگ ایران بسیار فراوان و غنی بود ولی شاهدی در دست نداریم که از آن‌ها برای تهیه مواد سوختنی استفاده لازم به عمل می‌آمده‌است.[۱۵] به همین نحو، کرزن نوشت که در ایالات شمال غربی ایران، یعنی منطقه بین تهران و قزوین، چندین معدن زغال‌سنگ وجود دارد که غنی ترینش در آبیک، هیو، و فشند می‌باشد. در۱۸۸۸، برآورد تولید سالانه معادن آبیک، حدوداً ۲۰۰۰ تن ومعادن هیو حدوداً ۹۰۰۰ تن بود. به عقیده کرزن، «کارهایی که تاکنون در این معادن شده، بسیار ناکارآمد و سرشار از ضایعات بود. با این همه، ذخایر این معادن در دسترس و بسیار مرغوب می‌باشد و اگر با استفاده از ابزارهای مناسب مورد بهره‌برداری قرار بگیرند، به راحتی می‌توان تولید سالانه را افزایش داد».[۱۶] جان، یک ناظر دیگر اروپائی که بر روی زغال‌سنگ منطقه فشند آزمایش کرد به این نتیجه رسید که زغال‌سنگ این منطقه ۹٫۴٪ آب، ۱٫۳٪ خاکستر و ۷۶٪ آن پوکه زغال‌سنگ(coke) بود.[۱۷]
- بادامچه: نوعی از بادام وحشی است در اطراف کرج و پشند می‌روید، نام علمی آن سپارتیوئید می‌باشد و آن را بادامچه گویند.[۱۸]
- آب تره: از خانوادهٔ تره تیزک و شاهی می‌باشد، مورد استفادهٔ پهلوانان بوده و به دلایل ذکر شده در مرجع خواص فراوان و ویژه‌ای دارد. محل رویش آن دامنهٔ کوه‌های طالقان، بین جاده قزوین، روستاهای پشند - آبیک و اتانک - در شهرری کنار رودخانه امین آباد، در بندر انزلی، راه چالوس، در آذربایجان بین سلیمانیه و دربند، اطراف شیراز پل آبگینه، نزدیک بوشهر و کوتدوند می‌باشد و بیشتر به‌طور خودرو در کنار چشمه‌ها و قنات‌هایی که سرشار از شبه فلز «ید» می‌باشند به عمل می‌آید. اگر به دهاتی که در آنجاها هست سری بزنید، با مردمان سالخورده که بیش از صد سال داشته و از نعمت سلامتی برخوردارند

روبرو خواهید شد و اگر از آن‌ها سؤال کنید، خواهید فهمید که از این گیاه زیاد می‌خورند.
- مدرسه فشند: دبیرستان شهید قدرت‌الله بهمنی (که نام نخستینِ آن، مدرسهٔ فَرّهی بوده‌است) از جمله نخستین مدارس ایران است که در سال ۱۳۰۶ پس از به روی کار آمدن رضا شاه پهلوی تأسیس گردید. این مدرسه همزمان با مدرسهٔ کرج که آن زمان جزو ساوجبلاغ به حساب می‌آمد گشایش یافت. موسی خیرخواه، ملقب به کلیم العلما (از اعضای نهضت مشروطه) که قبلاً در تهران مؤسس و صاحب مدرسه متوسطهٔ اصلاح (در محلهٔ باسیون تهران) و انجمن اصلاح بود، درخواست تأسیس این مدرسه را داده و این مدرسه را که هفدهمین مدرسهٔ ایران و همچنین نخستین مدرسهٔ روستایی ایران است را تأسیس می‌کند. زمین این مدرسه، ملک مادری دکتر ابولقاسم غفاری است. ایشان این زمین را برای احداث مدرسه وقف و تقدیم کلیم العلما می‌کند.

## رودخانه فشند
از کوه‌های جنوبی طالقان و از کوه دکا سرچشمه می‌گیرد و دارای سه زیر حوضه به نام‌های تنکلا، سوته و مگس لان در شمال روستای فشند می‌باشد. در شمال روستای فشند این سه زیر حوضه با هم یکی شده و رودخانه فشند را تشکیل می‌دهند. این رودخانه دارای رژیم آبدهی تقریباً دائمی و پرآب‌ترین زیر حوضه شمال دشت هشتگرد می‌باشد.
به علت فقر پوشش گیاهی، شیب زیاد حوضه و وسعت آن، سیلاب‌های رودخانه فشند در منطقه زبانزد عموم می‌باشد و معروف به سیاه سیل در نزد مردم منطقه گردیده‌است. چرا که این رودخانه با عبور از روستای فشند، باعث تخریب حاشیه باغات و مساکن سپس محدوده شهرجدید هشتگرد و روستاهای نزدیک می‌گردد. مسیل رودخانه بعد از گذر از جاده قدیم مسدود گردیده و فقط از طریق نهر خررو زهکش می‌گردد که این نهر گنجایش عبور سیلاب‌های این زیر حوضه را ندارد. مساحت زیر حوضه تا شمال اتوبان ۶۷٫۸ کیلومتر مربع می‌باشد.

## اکنون
از سال ۱۳۶۸ به ین سو مطابق مصوبه دولت در جهت کاهش تمرکز جمعیت در شهرهای بزرگ، عملیات احداث شهر جدید هشتگرد در محدوده زمین‌های جنوبی روستا آغاز گشت و این ساخت و ساز همچنان تا به امروز ادامه دارد. کل محدوده شهر جدید هشتگرد در سند روستای فشند و در حد فاصل اتوبان کرج- قزوین و جاده خور واقع شده‌است؛ که این امر از یک سو سبب گران شدن زمین‌های روستا و از سوی دیگر افزایش اختلافات ارضی بین روستاییان و شهر جدید و مدعیان دیگر شده‌است. به گونه ای که یکی از موارد زمین خوارهای معروف در کشور در این محدوده اتفاق افتاده‌است. در این تخلف بخش بزرگی از زمین‌های شرق روستای پشند با جعل اسناد توسط یک زمین خوار معروف به روستای کُشکِ زر ضمیمه شده بود که در نهایت با پی‌گیری شرکت عمران شهر جدید و نمایندگان زمین داران پشند، این اسناد باطل گشت.

## آل فشندی
بخشی از خاندان علمی برغانی ساکن در شهر قزوین به‌شمار می‌رود. سرسلسله این خاندان شیخ محمدتقی فشندی (متوفای ۱۳۳۰ق) است. از او کتابی به نام «ذخایر المحبین فی شرح دیوان امیرالمؤمنین» در ۲۱ مجلد باقی‌مانده‌است. از عالمان صاحب نام این خاندان می‌توان به شیخ عبدالله (متوفای ۱۳۲۶ق) صاحب کتابی دربارهٔ «رضاع» و شیخ محمدعلی مشهور به شیخ حمزه علی (متوفای ۱۳۳۸ق) از رهبران جنبش مشروطه خواهی و صاحب کتاب «وقایع الایام» اشاره کرد. از دیگر عالمان مشهور خاندان فشندی علی بن محمد تقی الفشندی القزوینی است که در شهر نجف اشرف ساکن بوده‌اند. ایشان کتابی با عنوان اسرار المصائب و نکات النوائب فی ذکر غرائب مصائب الاطایب من آل ابی طالب در ذکر واقعه کربلا را در سال ۱۳۲۳ قمری تألیف نموده‌است. نسخه ای از این کتاب به خط نویسنده در کتابخانه مجلس شورای اسلامی موجود می‌باشد.